# I Общечерноморский съезд
I Обще́черномо́рский съезд (Пе́рвый съезд делега́тов Черномо́рского фло́та, Первый Черноморский флотский съезд) — съезд комитетов экипажей кораблей и береговых команд Черноморского флота России, состоявшийся в Севастополе 6 (19) ноября—19 ноября (2 декабря) 1917 года.

## Ход работы и решения съезда
Съезд проходил в наэлектризованной атмосфере. Среди 88 делегатов с решающим голосом, присутствовавших на съезде, было 27 левых эсеров, 22 большевика, 17 украинских эсеров, 16 беспартийных, 6 меньшевиков и правых эсеров. Состав делегатов позволял коалиции большевиков, левых и украинских эсеров диктовать съезду свою волю.
Современные российские историки В. и А. Зарубины в своей работе, посвящённой истории Гражданской войны в Крыму, обратили внимание на знаковую дискуссию о гражданской войне, развернувшуюся на съезде. В своих выступлениях матрос-балтиец, большевик Н. А. Пожаров и лидер фракции украинских эсеров, представитель севастопольского украинского войскового комитета К. П. Величко доказывали, что бояться гражданской войны не нужно, что гражданские войны всегда сопровождают социальные революции и неразрывно связаны с ними. Правый эсер С. Риш отвечал им, что революции погибали, если они становились причиной начала гражданской войны. В конце концов, видя, что их мнение не повлияет на решения съезда, правые эсеры и меньшевики покинули съезд.
Резолюция по «текущему моменту», предложенная большевиком Ю. П. Гавеном, полностью поддержала большевистское вооружённое восстание в Петрограде: «…Черноморский флот считает вновь избранный съездом Советов ЦИК единственным источником власти… Съезд призывает всех матросов, солдат, рабочих и крестьян сплотиться вокруг своих Советов и поддержать их в борьбе с контрреволюцией». Съезд направил приветственные телеграммы «всем флотам и армиям революционной России», Совнаркому и В. И. Ленину, заверив их в своей поддержке.

Величко от лица украинских эсеров, заинтересованных в оказании поддержки Центральной рады, предложили направить в Киев вооружённый отряд матросов Черноморского флота. Решение по этому вопросу было принято 42 голосами против двадцати семи.
- Н. А. Пожаров, матрос-балтиец, большевик
- Ю. П. Гавен (Дауман) - большевик, делегат съезда, позднее председатель Севастопольского ВРК
- И. И. Фондаминский - эсер, комиссар Черноморского флота от Временного правительства .
- Новый главный комиссар Черноморского флота, В. В. Роменец
- В. Е. Драчук

Прибывший из Ростова-на-Дону представитель рабочих организаций города обратился к съезду с призывом направить в Область Войска Донского вооружённые отряды для установления советской власти и защиты её от сил донского атамана А. М. Каледина. Против этого на съезде резко выступили представители командования флота, которых поддержали украинские эсеры, — заявив, что морякам не следует вмешиваться во «внутренние дела» Области Войска Донского. Но в поддержку ростовского пролетариата горячо выступили большевистские делегаты. Пожаров заявил: «Каледин возьмёт Ростов, возьмёт и Киев, если ему не противодействовать в корне». После бурных прений мнение большевиков возобладало.
Съезд избрал 65 делегатов от Черноморского флота и Дунайской флотилии на предстоящий Первый всероссийский съезд военного флота.
Съезд одобрил украинизацию флота, при условии что это решение будет поддержано Всероссийским Учредительным собранием. Впрочем, это была пустая формальность — украинизация уже шла спонтанно и безо всяких на то разрешений.
Съезд одобрил постановление Совнаркома о роспуске Всероссийского Центрофлота, не поддержавшего октябрьский переворот. 18 ноября новый состав Центрального комитета Черноморского флота (Центрофлота), созданного в конце августа для объединения деятельности советов и комитетов военно-морских баз и портов Чёрного моря, избрал главным комиссаром Черноморского флота матроса-большевика В. В. Роменца вместо комиссара Временного правительства эсера И. И. Бунакова-Фондаминского. Его помощником стал М. А. Колышевский, помощником для решения вопросов с украинским войсковым комитетом — П. Ф. Зинченко.
Вечером 19 ноября (2 декабря) 1917 года, выполняя решение съезда, все корабли Черноморского флота, за исключением одного миноносца, спустили Андреевские, чёрные и «жовто-блакитные» флаги и на следующее утро подняли только красные.

## Последующие события
Против отправки отрядов матросов, однако, выступил Севастопольский Совет, в котором у большевиков ещё не было большинства. Лишь после ожесточённых дискуссий и присоединения к большевикам украинских эсеров, заинтересованных в вооружённой поддержке Центральной рады, Севастопольский Совет 182 голосами «за», при 89 голосах «против» и 28 воздержавшихся, утвердил отправку отрядов на Дон и в Киев.
9 (22) ноября в Киев отправился эшелон с 700 матросами. 12 (25) ноября из Севастополя в Ростов вышла флотилия в составе эскадренного миноносца «Капитан Сакен», двух тральщиков, нескольких мелких судов и десантного отряда моряков. Флотилией командовала избранная Общечерноморским съездом «комиссия пяти» во главе с матросом-большевиком В. Е. Драчуком. 24 ноября (7 декабря) она, совершив заходы в порты Бердянск, Мариуполь и Таганрог, прибыла в Ростов, где черноморцы приняли участие в боях с казаками и добровольцами.
В период 22-25 ноября (5-8 декабря) двумя эшелонами на Дон для борьбы против Каледина был отправлен черноморский отряд численностью около 2500 человек. Руководство отрядом было возложено на матроса-анархиста А. В. Мокроусова, А. И. Толстова и С. Н. Степанова. В пути отряд получил приказание главнокомандующего Южным революционным фронтом по борьбе с контрреволюцией В. А. Антонова-Овсеенко двигаться к Белгороду, на перехват сводного отряда ударников Западного и Юго-Западного фронтов, пробивавшихся на Дон на соединение с войсками Каледина.
Командование и офицерский корпус Черноморского флота резко отрицательно отнеслись к решению о задействовании матросов в вооружённой борьбе с «контрреволюцией», что было воспринято революционизированными массами как поддержка «контрреволюции». С 15 (28) ноября 1917 года в Севастополе начались самочинные аресты офицеров.
Инициативное решение Съезда сформировать вооружённые отряды для участия в борьбе с контрреволюционными силами на Дону пришлось как нельзя кстати для правительства Советской России, только начавшего собирать воедино разрозненные силы для наступления против Каледина. Предписание Совнаркома главному комиссару Черноморского флота Роменцу в ответ на его телеграммы в революционную Ставку последовало лишь 26 ноября (9 декабря): «Действуйте со всей решительностью против врагов народа. Не дожидаясь никаких указаний сверху».
Когда же в декабре 1917 года получившие первый боевой опыт в гражданской войне и озлобленные понесёнными потерями отряды матросов вернулись в Крым, здесь начались самочинные расправы над флотскими и армейскими офицерами. Концентрация в Крыму значительного числа большевизированных и анархиствующих матросов, принявших участие в первых кровавых столкновениях начинающейся гражданской войны, стало мощным фактором радикализации общей ситуации на полуострове.